# Камни раи

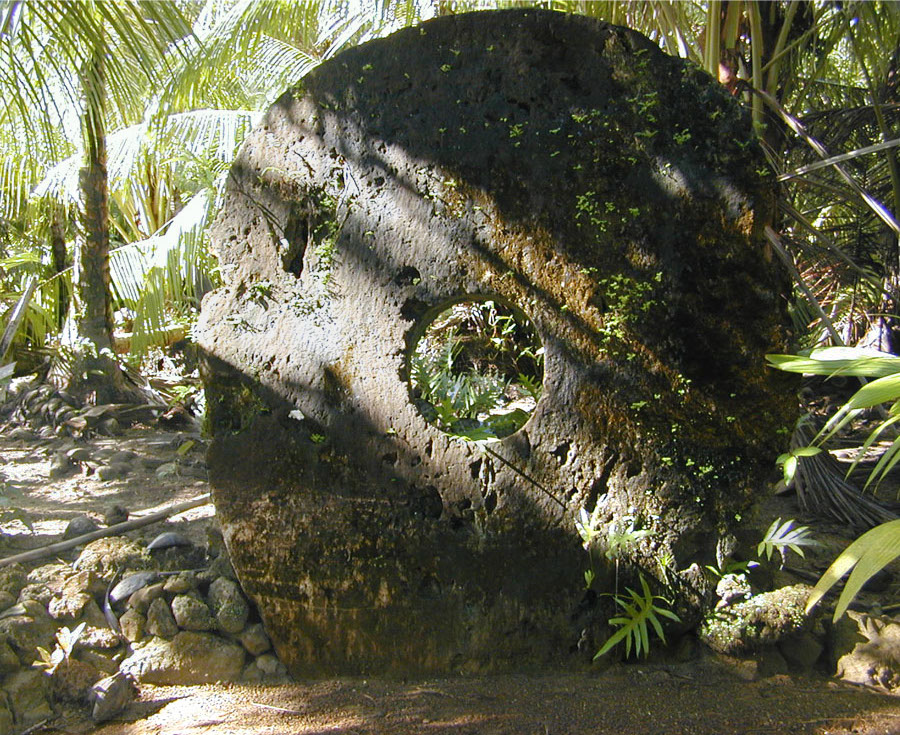
Большой камень раи в деревне Гачпар

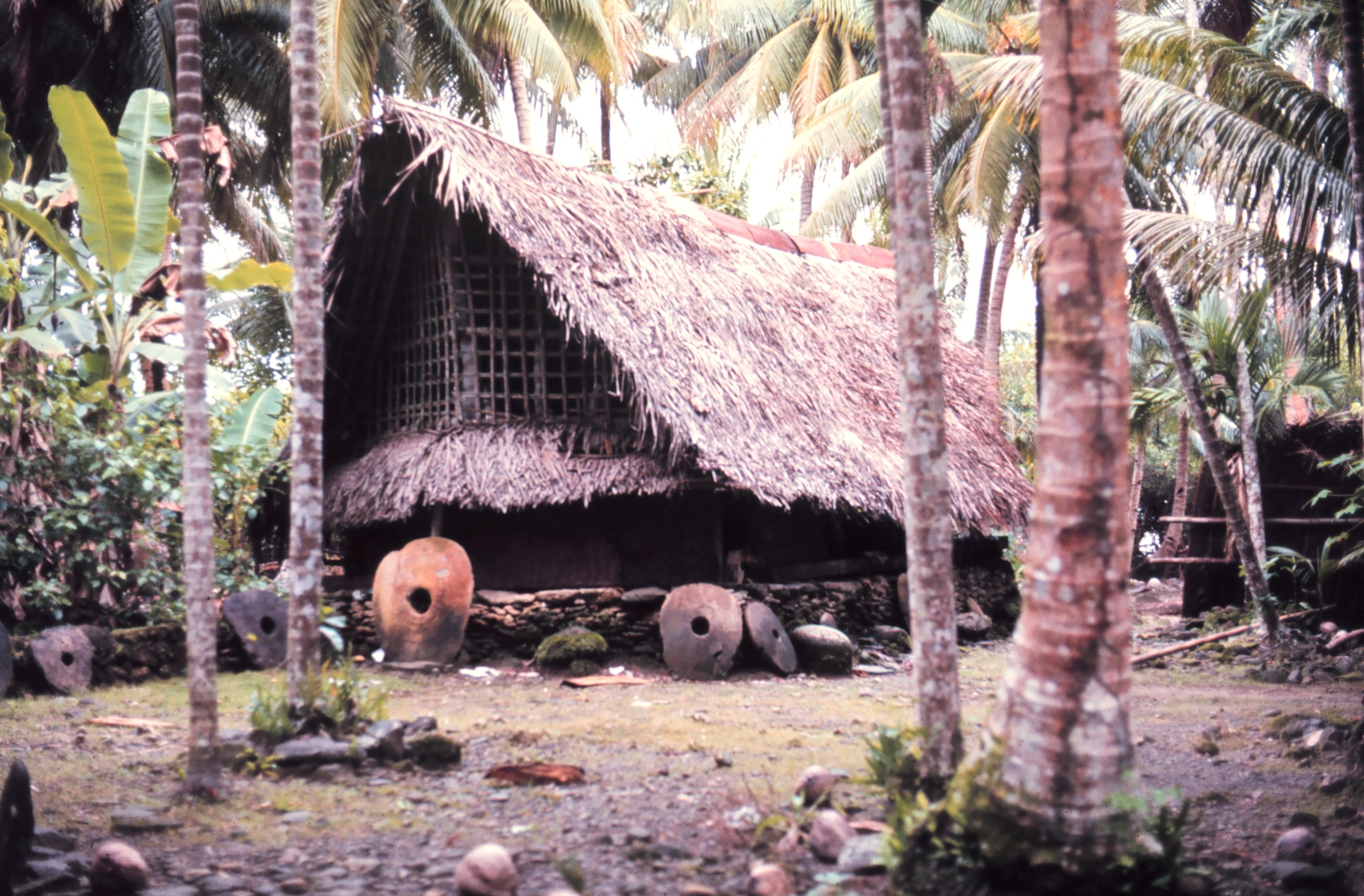
Дом с камнями раи перед ним

Камни ра́и — большие каменные диски, изготовленные из арагонитового или кальцитового известняка с отверстием посередине. Раи добывали на микронезийских островах Палау (главным образом) и Гуам (непродолжительное время) и перевозили на архипелаг Яп, Микронезия, на каноэ или плотах для использования в качестве денег.
Обычно камень раи имеет связанное с ним устное предание о происхождении, историю о переходе из рук в руки и текущем собственнике. Сделки с использованием раи заключались в устной форме и физическое перемещение камня к новому владельцу не требовалось. Это обстоятельство позволило энтузиастам криптовалют и блокчейна назвать систему, по которой использовались камни раи для денежного обмена, прототипом блокчейна.

## Размер и стоимость
Размеры камней сильно различаются: самые большие имеют диаметр до 3,6 метров, толщину до 0,33 метра и массу 4 тонны. Наименьшие из раи имеют диаметр 7-8 сантиметров. Самый большой из дисков на архипелаге Яп находится на соседнем с Япом острове Румунг.
Камень раи двухметрового диаметра установлен в холле-оранжерее главного здания Банка Канады в Оттаве, Онтарио, Канада, перед входом в музей валюты
Стоимость раи зависит не только от размера, материала и качества изготовления, но и от его истории. Если при изготовлении или транспортировке раи кто-то погибал, ценность камня возрастала. Потеря камня при перевозке или падение его на дно моря не препятствовали финансовому обороту данной денежной единицы, а влияли лишь на описание его примерного местонахождения.

## История
В соответствии с япской легендой, 500-600 лет назад мореплаватель Анагуманг отправился с экспедицией на поиски камня, подходящего для изготовления денег, обнаружил его на Палау и вернулся с первой каменной монетой. Арагонит и кальцит отсутствовали на Япе и поэтому оказались ценными материалами. Первоначально Анагуманг приказал своим людям вырезать камень в форме рыбы, но остался недоволен. Следующая опробованная форма была полумесяц, но окончательно остановились на камне в форме «полной луны» с отверстием посередине для удобства транспортировки с помощью деревянного шеста. Жители Палау в обмен просили бусы, кокосовые орехи, копру.
Неизвестно, как давно каменные деньги используются на Япе. Самым старым обнаруженным плоским камням около 2000 лет, однако они не похожи на современные раи, и неясно, использовались ли они как валюта. Есть данные, что первые поездки жителей Япа на Палау за арагонитом могли состояться около 500 года, однако масштабные добыча и транспортировка появились позже, в период между 1000 и 1400 годами. Первые каменные деньги имели сравнительно небольшой диаметр, около 7-8 сантиметров.
Позже, в конце XIX века, европейцы выменивали за камни раи трепанги и копру, ценные для Дальнего Востока. Также они снабдили япцев железными инструментами, что привело к инфляции, поскольку железом обрабатывать камень было намного легче. Во время Первой мировой войны острова были захвачены Японской империей. Японцы иногда использовали камни раи как строительный материал или же как якоря.
В 1929 году японская администрация насчитала на острове 13 281 монету.
Несмотря на то, что ныне современные деньги вытеснили камни раи как текущую денежную единицу, те ценятся как традиционные символы богатства и всё ещё используются местным населением. Камни и в настоящее время участвуют в платёжной системе острова Яп.

## Символика
Камни раи являются национальным символом Федеративных Штатов Микронезии, а также изображены на местных автомобильных номерах.